# Liste des membres du conseil économique, social, culturel et environnemental de Saint-Barthélemy
La liste des membres du conseil économique, social et culturel (CESC) puis du conseil économique, social, culturel et environnemental (CESCE) de Saint-Barthélemy détaille l’ensemble des personnalités désignées au sein de l’assemblée consultative de la collectivité de Saint-Barthélemy depuis 2007.
Les désignations la mandature actuelle sont constatées par arrêté préfectoral du représentant de l’État à Saint-Barthélemy et à Saint-Martin daté du 31 mai 2024 ; les membres CESCE siègent à compter du 12 juillet suivant.

## Histoire
Le statut de membre du conseil économique, social et culturel de Saint-Barthélemy est créé dans le cadre de la loi organique du 21 février 2007 portant dispositions statutaires et institutionnelles relatives à l’outre-mer. La chambre devient, à la suite de la loi organique du 17 novembre 2015 portant diverses dispositions relatives à la collectivité de Saint-Barthélemy, le conseil économique, social, culturel et environnemental de Saint-Barthélemy le 19 novembre.
Il s’agit d’une institution monocamérale dotée de 15 membres désignés pour un mandat de 5 ans.

## Mandatures

### Première mandature (2007-2013)
La composition de la première mandature du conseil économique, social et culturel a été fixée par un arrêté de Christian Estrosi, secrétaire d’État chargé de l’Outre-mer dans le gouvernement de François Fillon, daté du 25 octobre 2007.
La désignation des membres du conseil aurait été constatée par arrêté préfectoral du 11 décembre 2007. Aussi, les personnalités qualifiées siégeant au titre de la troisième catégorie sont désignées par un arrêté du 17 décembre 2007. 
La séance d’installation de la première mandature se déroule le 18 décembre 2007 dans la salle des délibérations de l’hôtel de la Collectivité.
| Catégorie                              | Organisme ou secteur représenté                                                                   | Membre               | Période   | Qualité | Fonction institutionnelle  |
| -------------------------------------- | ------------------------------------------------------------------------------------------------- | -------------------- | --------- | --- | -------------------------- |
| Activités économiques (1re)            | Comité de liaison économique de Saint-Barthélemy (CLE)                                            | Jean-Marc Gréaux     | 2007-2013 | Président du CLE | Président (2007-2013)      |
| Activités économiques (1re)            | Chambre économique multiprofessionnelle de Saint-Barthélemy (CEM)                                 | Bertrand Labouerie   | 2008-2013 | |                            |
| Activités économiques (1re)            | Associations représentant les métiers du commerce (par accord)                                    | Jean-Baptiste Gréaux | 2007-2013 | Représentant de l’association des commerçants de Saint-Barthélemy                                                                            |                            |
| Activités économiques (1re)            | Syndicat interprofessionnel du bâtiment de Saint-Barthélemy                                       | Éric Plasse          | 2007-2013 | |                            |
| Activités économiques (1re)            | Association des hôteliers de Saint-Barthélemy                                                     | Catherine Charneau   | 2007-2013 | |                            |
| Activités économiques (1re)            | Association des restaurateurs de Saint-Barthélemy                                                 | Didier Bensa         | 2007-2010 | Président de l’association des restaurateurs (jusqu’en 2010)                                                                                 |                            |
| Activités économiques (1re)            | Association des restaurateurs de Saint-Barthélemy                                                 | Jean-Luc Grabowski   | 2010-2013 | Président de l’association des restaurateurs (à partir de 2010)                                                                              |                            |
| Activités économiques (1re)            | Association des professions libérales de Saint-Barthélemy                                         | Thierry Balzame      | 2007-2013 | Président de l’association des professions libérales                                                                                         | Vice-président (2007-2013) |
| Activités sociales et culturelles (2e) | Association des jeunes ouvriers et étudiants (Ajoe)                                               | Angèle Beal          | 2007-2013 | | Secrétaire (2007-2013)     |
| Activités sociales et culturelles (2e) | Associations culturelles et sportives de quartier (par accord)                                    | Jacques Questel      | 2007-2013 | Président de SB Jam (à partir de 2008) | Questeur (2007-2013)       |
| Activités sociales et culturelles (2e) | Associations œuvrant dans le domaine de l’environnement (par accord)                              | Philippe Hochart     | 2007-2012 | |                            |
| Activités sociales et culturelles (2e) | Association des métiers de la presse, de l’audiovisuel et de la communication de Saint-Barthélemy | Pierrette Guiraute   | 2007-2012 | Présidente de l’association des métiers de la presse, de l’édition et de la communication (à partir de 2007)                                 |                            |
| Activités sociales et culturelles (2e) | Association Saint-Barth des amis de la Suède (Asbas)                                              | Denis Dufau          | 2007-2013 | Président de l’Asbas |                            |
| Personnalités qualifiées (3e)          | Non précisé                                                                                       | Jean-Pierre Ballagny | 2007-2013 | Président de Saint-B’Art (2002-2009) Président d’Avenir Plus (à partir de 2008) Président du Lions Club de Saint-Barthélemy (jusqu’en 2015), |                            |
| Personnalités qualifiées (3e)          | Non précisé                                                                                       | Hervé Brin           | 2007-2013 | Président de la SAS Ligne Saint-Barth (2008-2016)                                                                                            | Vice-président (2007-2013) |
| Personnalités qualifiées (3e)          | Non précisé                                                                                       | Christian Audebert   | 2007-2013 | Chef d’entreprise dans les activités de plaisance                                                                                            |                            |

### Deuxième mandature (2013-2019)
La composition de la deuxième mandature du conseil économique, social et culturel a été fixée par un arrêté de Victorin Lurel, ministre des Outre-mer dans le gouvernement de Jean-Marc Ayrault, daté du 24 janvier 2013.
La désignation des membres du conseil est constatée par un arrêté préfectoral du 22 mai 2013. Aussi, les personnalités qualifiées siégeant au titre de la troisième catégorie sont désignées par un arrêté du 7 mai 2013. 
La séance d’installation de la deuxième mandature se déroule le 20 juin 2013 dans la salle des délibérations de l’hôtel de la Collectivité.
| Catégorie                              | Organisme ou secteur représenté | Membre               | Période   | Qualité                                                                                                 | Fonction institutionnelle                        |
| -------------------------------------- | --- | -------------------- | --------- | --- | ------------------------------------------------ |
| Activités économiques (1re)            | Comité de liaison économique de Saint-Barthélemy (CLE)                                                                                         | Antoine Querrard     | 2013-2019 | | Vice-président (2013-2019)                       |
| Activités économiques (1re)            | Chambre économique multiprofessionnelle de Saint-Barthélemy (CEM)                                                                              | Bertrand Labouerie   | 2013-2019 | |                                                  |
| Activités économiques (1re)            | Associations représentant les métiers du commerce (par accord)                                                                                 | Didier Gréaux        | 2013-2019 | | Vice-président (2014-2019)                       |
| Activités économiques (1re)            | Syndicat interprofessionnel du bâtiment de Saint-Barthélemy                                                                                    | Éric Plasse          | 2013-2019 | |                                                  |
| Activités économiques (1re)            | Association des hôtels et des villas de Saint-Barthélemy                                                                                       | Pascale Minarro      | 2013-2019 | | Secrétaire (2013-2019)                           |
| Activités économiques (1re)            | Association des restaurateurs de Saint-Barthélemy                                                                                              | Xavier Pignet        | 2013-2019 | |                                                  |
| Activités économiques (1re)            | Associations représentant les professions libérales (par accord)                                                                               | Thierry Balzame      | 2013-2014 | Président de l’association des professions libérales de Saint-Barthélemy                                | Président (2013-2014)                            |
| Activités économiques (1re)            | Associations représentant les professions libérales (par accord)                                                                               | Arnaud Teysseyre     | 2016-2017 | Représentant de l’association des professions libérales de Saint-Barthélemy                             |                                                  |
| Activités économiques (1re)            | Associations représentant les professions libérales (par accord)                                                                               | Pierre Kirscher      | 2017-2019 | Représentant de l’association des professions libérales de Saint-Barthélemy                             |                                                  |
| Activités sociales et culturelles (2e) | Association des jeunes ouvriers et étudiants (Ajoe)                                                                                            | Rudi Laplace         | 2013-2019 | | Questeur (2017-2019)                             |
| Activités sociales et culturelles (2e) | Associations culturelles et sportives de quartier (par accord)                                                                                 | Jacques Questel      | 2013-2017 | Président de SB Jam (à partir de 2008)                                                                  | Questeur (2013-2017)                             |
| Activités sociales et culturelles (2e) | Associations culturelles et sportives de quartier (par accord)                                                                                 | Anne Vernoux-Gréaux  | 2017-2019 | Représentante de l’association Lézards des Cayes                                                        |                                                  |
| Activités sociales et culturelles (2e) | Associations œuvrant dans le domaine de l’environnement (par accord)                                                                           | Hélène Bernier       | 2013-2017 | Présidente de Saint-Barth Essentiel (à partir de 2009)                                                  |                                                  |
| Activités sociales et culturelles (2e) | Associations œuvrant dans le domaine de l’environnement (par accord)                                                                           | Michel Chevaly       | 2017-2019 | Représentant de Saint-Barth Essentiel                                                                   |                                                  |
| Activités sociales et culturelles (2e) | Association Saint-Barth des amis de la Suède (Asbas)                                                                                           | Denis Dufau          | 2013-2019 | Président de l’Asbas                                                                                    |                                                  |
| Activités sociales et culturelles (2e) | Association des retraités de Saint-Barthélemy                                                                                                  | Lucien Finaud        | 2013-2014 | Président de l’association des retraités (à partir de 2010)                                             |                                                  |
| Activités sociales et culturelles (2e) | Association des retraités de Saint-Barthélemy                                                                                                  | Maxime Guibert       | 2015-2019 | |                                                  |
| Personnalités qualifiées (3e)          | Personnalités concourant, en raison de leur qualité ou de leurs activités, au développement économique, social ou culturel de Saint-Barthélemy | Pierre-Marie Majorel | 2013-2019 | Président de l’agence Change Caraïbes                                                                   | Vice-président (2013-2014) Président (2014-2024) |
| Personnalités qualifiées (3e)          | Personnalités concourant, en raison de leur qualité ou de leurs activités, au développement économique, social ou culturel de Saint-Barthélemy | Jean-Pierre Ballagny | 2013-2019 | Président d’Avenir Plus (à partir de 2008) Président du Lions Club de Saint-Barthélemy (jusqu’en 2015), |                                                  |
| Personnalités qualifiées (3e)          | Personnalités concourant, en raison de leur qualité ou de leurs activités, au développement économique, social ou culturel de Saint-Barthélemy | Christian Audebert   | 2013-2019 | Chef d’entreprise dans les activités de plaisance                                                       |                                                  |

### Troisième mandature (2019-2024)
La composition de la troisième mandature du conseil économique, social, culturel et environnemental a été fixée par un arrêté d’Annick Girardin, ministre des Outre-mer dans le gouvernement d’Édouard Philippe, daté du 17 décembre 2018.
La désignation des membres du conseil est constatée par un arrêté préfectoral du 20 mai 2019. Aussi, les personnalités qualifiées siégeant au titre de la troisième catégorie sont désignées par un arrêté du 17 décembre 2018. 
La séance d’installation de la troisième mandature se déroule le 31 mai 2019 dans la salle des délibérations de l’hôtel de la Collectivité.
| Catégorie                              | Organisme ou secteur représenté | Membre                 | Période           | Qualité | Fonction institutionnelle   |
| -------------------------------------- | --- | ---------------------- | ----------------- | --- | --------------------------- |
| Activités économiques (1re)            | Comité territorial du tourisme de Saint-Barthélemy (CTTSB) | François Tressières    | 2019-2024         | | Secrétaire (2019-2024)      |
| Activités économiques (1re)            | Chambre économique multiprofessionnelle de Saint-Barthélemy (CEM)                                                                                               | Thierry Dutour         | 2019-2020         | |                             |
| Activités économiques (1re)            | Chambre économique multiprofessionnelle de Saint-Barthélemy (CEM)                                                                                               | Thomas Gréaux          | 2020-2024         | |                             |
| Activités économiques (1re)            | Associations représentant les métiers du commerce (par accord)                                                                                                  |                        |                   | |                             |
| Activités économiques (1re)            | Syndicat interprofessionnel du bâtiment de Saint-Barthélemy | Lionel Laplace         | 2019-2024         | |                             |
| Activités économiques (1re)            | Association des hôtels et des villas de Saint-Barthélemy | Pascale Minarro        | 2019-2022         | Conseillère territoriale (à partir de 2022)                                                                                 | Vice-présidente (2019-2022) |
| Activités économiques (1re)            | Association des hôtels et des villas de Saint-Barthélemy | Jean-Philippe Tran-Hau | 2022-2024         | |                             |
| Activités économiques (1re)            | Association des restaurateurs de Saint-Barthélemy | Jean-Claude Dufour     | 2019-2024         | |                             |
| Activités économiques (1re)            | Associations représentant les professions libérales (par accord)                                                                                                | Pierre Kirscher        | 2019-2024         | Représentant de l’association des professions libérales de Saint-Barthélemy                                                 | Vice-président (2022-2024)  |
| Activités sociales et culturelles (2e) | Association des jeunes ouvriers et étudiants (Ajoe) | Rudi Laplace           | 2019-2022         | Conseiller territorial (à partir de 2022)                                                                                   | Questeur (2019-2022)        |
| Activités sociales et culturelles (2e) | Association des jeunes ouvriers et étudiants (Ajoe) | Davy Magras            | 2022-2024         | | Questeur (2022-2024)        |
| Activités sociales et culturelles (2e) | Associations culturelles et sportives de quartier (par accord)                                                                                                  | Anne Vernoux-Gréaux    | 2019-2024         | Représentante de l’association Lézards des Cayes                                                                            |                             |
| Activités sociales et culturelles (2e) | Associations œuvrant dans le domaine de l’environnement (par accord)                                                                                            | Hélène Girardeau       | 2019-2024         | |                             |
| Activités sociales et culturelles (2e) | Association Saint-Barth des amis de la Suède (Asbas) | Denis Dufau            | 2019-2020 (décès) | Président de l’Asbas |                             |
| Activités sociales et culturelles (2e) | Association Saint-Barth des amis de la Suède (Asbas) | Lisa Beronius-Magras   | 2021-2024         | Consul honoraire du royaume de Suède pour la Guadeloupe, la Martinique, Saint-Barthélemy et Saint-Martin (à partir de 2021) |                             |
| Activités sociales et culturelles (2e) | Association des retraités de Saint-Barthélemy | Maxime Guibert         | 2019-2024         | |                             |
| Personnalités qualifiées (3e)          | Personnalités concourant, en raison de leur qualité ou de leurs activités, au développement économique, social, culturel ou environnemental de Saint-Barthélemy | Pierre-Marie Majorel   | 2019-2024         | Président de l’agence Change Caraïbes                                                                                       | Président (2019-2024)       |
| Personnalités qualifiées (3e)          | Personnalités concourant, en raison de leur qualité ou de leurs activités, au développement économique, social, culturel ou environnemental de Saint-Barthélemy | François Pécard        | 2019-2024         | Dirigeant d’un cabinet d’architecture (à partir de 1979)                                                                    |                             |
| Personnalités qualifiées (3e)          | Personnalités concourant, en raison de leur qualité ou de leurs activités, au développement économique, social, culturel ou environnemental de Saint-Barthélemy | Antoine Querrard       | 2019-2024         | Directeur général de Solutech Group (à partir de 2009)                                                                      | Vice-président (2019-2024)  |

### Quatrième mandature (à partir de 2024)
La composition de la quatrième mandature du conseil économique, social, culturel et environnemental est régie par l’arrêté du 17 décembre 2018.
La désignation des membres du conseil est constatée par un arrêté préfectoral du 31 mai 2024. Aussi, les personnalités qualifiées siégeant au titre de la troisième catégorie sont désignées par un arrêté du 29 mai 2024. 
La séance d’installation de la quatrième mandature se déroule le 12 juillet 2024 dans la salle des délibérations de l’hôtel de la Collectivité.
| Catégorie                              | Organisme ou secteur représenté | Membre                    | Période          | Qualité | Fonction institutionnelle          |
| -------------------------------------- | --- | ------------------------- | ---------------- | --- | ---------------------------------- |
| Activités économiques (1re)            | Comité territorial du tourisme de Saint-Barthélemy (CTTSB) | Vincent Beauvarlet        | À partir de 2024 | Directeur général de Saint Barth Executive                                                                                  |                                    |
| Activités économiques (1re)            | Chambre économique multiprofessionnelle de Saint-Barthélemy (CEM)                                                                                               | Thomas Gréaux             | À partir de 2024 | Président de la CEM (à partir de 2021)                                                                                      |                                    |
| Activités économiques (1re)            | Associations représentant les métiers du commerce (par accord)                                                                                                  | Graziela Magras-Dominique | À partir de 2024 | |                                    |
| Activités économiques (1re)            | Syndicat interprofessionnel du bâtiment de Saint-Barthélemy | Lionel Laplace            | À partir de 2024 | |                                    |
| Activités économiques (1re)            | Association des hôtels et des villas de Saint-Barthélemy | Fabrice Moizan            | À partir de 2024 | Directeur général de l’Eden Rock                                                                                            |                                    |
| Activités économiques (1re)            | Association des restaurateurs de Saint-Barthélemy | Jean-Claude Dufour        | À partir de 2024 | |                                    |
| Activités économiques (1re)            | Associations représentant les professions libérales (par accord)                                                                                                | Michel Maurel             | À partir de 2024 | Architecte-ingénieur | Secrétaire (à partir de 2024)      |
| Activités sociales et culturelles (2e) | Association des jeunes ouvriers et étudiants (Ajoe) | Davy Magras               | À partir de 2024 | | Vice-président (à partir de 2024)  |
| Activités sociales et culturelles (2e) | Associations culturelles et sportives de quartier (par accord)                                                                                                  | Emmanuel Leprince         | À partir de 2024 | Directeur d’Artists of Saint-Barth                                                                                          | Questeur (à partir de 2024)        |
| Activités sociales et culturelles (2e) | Associations œuvrant dans le domaine de l’environnement (par accord)                                                                                            | Sébastien Gréaux          | À partir de 2024 | Directeur de l’agence territoriale de l’environnement (à partir de 2018)                                                    |                                    |
| Activités sociales et culturelles (2e) | Association Saint-Barth des amis de la Suède (Asbas) | Lisa Beronius-Magras      | À partir de 2024 | Consul honoraire du royaume de Suède pour la Guadeloupe, la Martinique, Saint-Barthélemy et Saint-Martin (à partir de 2021) |                                    |
| Activités sociales et culturelles (2e) | Association des retraités de Saint-Barthélemy | Maxime Guibert            | À partir de 2024 | |                                    |
| Personnalités qualifiées (3e)          | Personnalités concourant, en raison de leur qualité ou de leurs activités, au développement économique, social, culturel ou environnemental de Saint-Barthélemy | Liza Blanchard            | À partir de 2024 | | Vice-présidente (à partir de 2024) |
| Personnalités qualifiées (3e)          | Personnalités concourant, en raison de leur qualité ou de leurs activités, au développement économique, social, culturel ou environnemental de Saint-Barthélemy | Pierre-Marie Majorel      | 2024             | Président de l’agence Change Caraïbes                                                                                       |                                    |
| Personnalités qualifiées (3e)          | Personnalités concourant, en raison de leur qualité ou de leurs activités, au développement économique, social, culturel ou environnemental de Saint-Barthélemy | Antoine Querrard          | À partir de 2024 | Directeur général de Solutech Group (à partir de 2009)                                                                      | Président (à partir de 2024)       |